# Mártir por la caridad
El Mártir por la caridad, oficialmente ofrecedor heroico de la vida, es un título dado por la iglesia católica a ciertos santos. A diferencia de los mártires cristianos por odio a la fe, un mártir por la caridad no muere o es perseguido por sus creencias, sino por seguir las virtudes cristianas de la caridad. En otras palabras, un mártir por la caridad es aquel que muere por realizar alguna acción propia del cristianismo, como ayudar a los necesitados.
El título fue dado por primera vez por el Papa Pablo VI a Maximiliano Kolbe durante su beatificación, en 1971. Dicha decisión fue en un principio criticada por ciertos observadores, lo que llevó al Papa Juan Pablo II a revocar dicho nombramiento. No fue sino hasta el 11 de julio de 2017 que la iglesia católica reconoció el martirio por la caridad, llamándola ofrecimiento heroico de la vida. El ofrecimiento heroico de la vida es la tercera vía posible para los procesos de canonización, junto con el de virtud heroica y el martirio convencional.

## Ejemplos

### Santos
- Maximiliano Kolbe. El término fue creado para clasificar su caso. Fue un sacerdote franciscano que murió voluntariamente en el campo de concentración de Auschwitz, tras tomar el lugar del prisionero Franciszek Gajowniczek.
- Bernardo Tolomei. Murió cuidado a los enfermos de una pandemia peste en 1348.[7]
- Luis Gonzaga. Murió mientras cuidaba víctimas de una plaga en Roma en 1591.[8]
- Damián de Molokai. Murió de lepra cuidando a los enfermos en Kalaupapa.[9][10]

### Beatos
- Sára Salkaházi. Ejecutada por los nazis por albergar judíos durante el holocausto.[11]
- Francisco Javier Seelos. Murió de fiebre amarilla cuidando a los enfermos en Nueva Orleans.[12]

### Venerables
- Franz De Castro Holzwarth. Fue asesinado tras tomar voluntariamente el lugar de un policía durante una toma de rehenes en São Paulo.[13]

### Siervos de Dios
- Richard Michael Fernando. Murió tras arrojarse sobre una granada lanzada dentro de un aula escolar repleta de niños en Camboya.[14]